# ロッサナ・ポデスタ
ロッサナ・ポデスタ（Rossana Podestà, 1934年6月20日 - 2013年12月10日）は、イタリアの女優。イタリア領リビア（当時）のトリポリ出身。本名は、カルラ・ポデスタ (Carla Podestà) 。パートナーは、事実婚だが、著名な登山家のヴァルテル・ボナッティである。

## 来歴
父親は元トリポリ市長及び有名な彫刻家である。5歳の時にイタリアのリグーリア州ラ・スペツィア県ラ・スペツィアに移り住んだ。学生時代は水泳選手であった。1950年に映画デビューを果たし、その後アメリカ・フランス映画にも出演し国際的に活躍した。
1959年（昭和34年）4月1日から7日にかけて、東京・有楽町の読売ホールと大阪のABCホールで「第2回イタリア映画祭」が開催された。同映画祭に出席するため来日した。
1985年の『女テロリストの秘密』を最後に映画には出演していなかった。2013年12月10日、ローマで逝去。享年79。

## 主な出演作品
- 『貴女は若すぎる』- Fanciulle di lusso （1953年）
- 『熱情のしぶき』- Rosanna La Red （1953年）
- 『ユリシーズ』- Ulisse （1954年）
- 『トロイのヘレン』- Helen of Troy （1956年）
- 『サンチャゴ』- Santiago （1956年）
- 『狂った本能』- L'Île du bout du monde （1959年）
- 『復讐の血戦』- La Furia dei barbari （1960年）
- 『ひとりローマと戦う』- Solo contro Roma （1962年）
- 『黄金の矢』- La Freccia d'oro （1962年）
- 『ソドムとゴモラ』- Sodoma e Gomorrah （1962年）
- 『顔のない殺人鬼』- La vergine di Norimberga （1963年）
- 『濡れた本能』- Le Ore nude （1964年）
- 『黄金の七人』- Sette uomini d'oro （1965年）
- 『続・黄金の七人/レインボー作戦』- Il Grande colpo dei sette uomini d'oro （1966年）
- 『黄金の7人・1+6/エロチカ大作戦』- Homo eroticus （1971年）
- 『サンデー・ラバーズ』- I seduttori della domenica （1980年）
- 『超人ヘラクレス』- Ercole （1983年）
- 『女テロリストの秘密』- Segreti segreti （1985年）

## 日本のテレビ番組出演
- スター千一夜（フジテレビ、1965年12月7日）